# دوروثي جينس
دوروثي جينس (بالإنجليزية: Dorothy Janis)‏ هي ممثلة أمريكية، ولدت في 19 فبراير 1912 بدالاس في الولايات المتحدة، وتوفيت في 10 مارس 2010 في الولايات المتحدة.

## وصلات خارجية
- دوروثي جينس على موقع IMDb (الإنجليزية)
- دوروثي جينس على موقع أول موفي (الإنجليزية)
- دوروثي جينس على موقع قاعدة بيانات الفيلم (الإنجليزية)